# Risenga Ishall
|  | Denne artikel beskriver en fremtidig begivenhed Denne artikel eller sektion handler om planlagt eller forventet fremtidig begivenhed. Der kan forekomme spekulativ information, og indholdet kan ændres dramatisk når begivenheden nærmer sig og mere information bliver tilgængelig. |

Risenga Ishall er en skøjtebane under opførelse beliggende i Asker. Risenga Ishall bliver den nye hjemmebane for Frisk Asker og Asker Kunstløpklubb og ligger syd for den nuværende Askerhallen. Den nye arena skal efter planen være afsluttet i efteråret 2021, og opførelsen af skøjtebanen begyndte i efteråret 2019. Risenga skøjtebane har en tilskuerkapacitet på 3650 tilskuere fordelt på 3000 pladser, 500 ståpladser og 150 restaurantgæster. Sporbredden vil være 26 meter, hvilket er «NHL-målet». Der bygges også en parkeringskælder med plads til ca. 200 biler.

## Eksterne links
- Risenga Ishall Arkiveret 25. oktober 2020 hos  Wayback Machine

59°49′29″N 10°26′50″Ø / 59.8247°N 10.4473°Ø